# Cổ Phúc
Cổ Phúc là thị trấn huyện lỵ của huyện Trấn Yên, tỉnh Yên Bái, Việt Nam.

## Địa lý
Thị trấn Cổ Phúc nằm ở vị trí trung tâm huyện Trấn Yên, cách thành phố Yên Bái 10 km về phía bắc, có vị trí địa lý:
- Phía bắc giáp xã Hòa Cuông và xã Thành Thịnh
- Phía đông giáp các xã Cường Thịnh, Hòa Cuông, Minh Quán
- Phía nam giáp xã Y Can với ranh giới là sông Hồng
- Phía tây giáp xã Thành Thịnh.

Thị trấn Cổ Phúc có diện tích 4,30 km², dân số năm 2019 là 5.788 người, mật độ dân số đạt 1.346 người/km².
Thị trấn Cổ Phúc có tuyến tỉnh lộ 151 có tuyến đường sắt Hà Nội - Lào Cai chạy trên địa bàn, trên tuyến có ga Cổ Phúc. Ngoài sông Hồng, trên địa bàn thị trấn còn có ngòi Hoa Quông chảy từ xã Hòa Cuông xuống rồi hợp vào sông.

## Hành chính
Thị trấn Cổ Phúc được chia thành 11 tổ dân phố.

## Lịch sử
Thị trấn Cổ Phúc được thành lập vào ngày 26 tháng 8 năm 1989 trên cơ sở toàn bộ diện tích và dân số của xã Cổ Phúc cũ cùng với một phần của các xã Minh Quán và Nga Quán.
Ngày 28 tháng 12 năm 2022, UBND tỉnh Yên Bái ban hành Quyết định số 2679/QĐ-UBND về việc công nhận thị trấn Cổ Phúc và vùng phụ cận (bao gồm một phần các xã: Việt Thành, Nga Quán, Minh Quán, Hòa Cuông, Y Can) đạt tiêu chí đô thị loại V.
Ngày 24 tháng 1 năm 2025, Bộ Xây dựng ban hành Quyết định số 82/QĐ-BXD về việc công nhận thị trấn Cổ Phúc là đô thị loại IV.